# Елементний склад вугілля
Елементний склад вугілля (рос.элементный состав угля, англ. elementary composition of coal, нім. Kohlenzusammensetzung f, Elementarzusammensetzung f von Kohle f) — характеризується наявністю та кількістю хімічних елементів, які входять до складу вугілля. Е.с.в. визначають шляхом елементного аналізу.
Під час елементного аналізу вугілля визначають вміст вуглецю (С), водню (Н), кисню (О), азоту (N), органічної сірки (Sорг), іноді фосфору (Р) та деяких ін. елементів, які беруть участь у побудові складних органічних речовин. Вміст вуглецю та водню визначають одночасно з однієї порції вугілля шляхом її спалювання у потоці очищеного кисню при 800°C. СО2 та Н2О, які утворюються при цьому, вловлюються відповідним поглиначем — 40 % розчином лугу та концентрованою сірчаною кислотою, або аскаритом (луг натрію, препарований на азбесті) та ангідроном (зневоднений хлорид магнію).
За приростом ваги поглиначів розраховують вміст вуглецю і водню у вугіллі. Поправки на вміст вуглецю у мінеральних речовинах роблять при аналізі зольного вугілля та горючих сланців. Визначення вмісту азоту проводять методом Кьєльдаля, за яким піддослідне вугілля протягом 4-5 годин обробляється киплячою концентрованою сірчаною кислотою у присутності каталізатора (оксид ртуті, йодид калію, сульфат магнію та ін.) у колбі з тугоплавкого скла. В результаті цього весь вуглець та водень окиснюються до СО2 і Н2О, а азот переходить у стан NH3, який з надлишком кислоти утворює сульфат амонію. Останній розкладається потім у іншій колбі концентрованим лугом і утворений аміак вловлюється кількісним титруванням сірчаною кислотою.
Сірка у вигляді різних сполук у більших або менших кількостях входить до складу всіх твердих горючих копалин. Показник технічного аналізу — загальна сірка вугілля (St, %) вказує сумарний вміст сірки у всіх сполуках, перерахований умовно на елементарну сірку по відношенню до вугілля, яке піддається аналізу. Для визначення вмісту загальної сірки у вугіллі за стандартний прийнятий метод Ешка. Наважка вугілля спалюється в муфельній печі у тиглі при 850 25оС в присутності MgO i Na2CO3 для зв'язування утворених оксидів сірки, які перетворюються на сульфати натрію та магнію та осаджуються у соляно-кислому розчині хлоридом барію у вигляді сульфату барію. За кількістю останнього розраховують показник St і його перераховують на сухе вугілля (S , %). У торфах вміст загальної сірки становить 0,5-2,5 %, у бурому українському вугіллі — 2,5-7,0 %. Вугілля Донбасу має вміст загальної сірки 0,5-9,3 %, а антрацити 0,6-6,3 %. З урахуванням технологічної переробки для кам'яного вугілля Донбасу прийнятий розподіл його на чотири групи за сірчистістю (%):

І малосірчисте 0,5-1,5
ІІ	середньосірчисте 1,6-2,5
ІІІ	сірчисте 2,6-4,0
IV	високосірчисте понад 4,0
Більша частина вугільних пластів Донбасу вміщує середньосірчисте та сірчисте вугілля. Мінеральні сірчані сполуки включають суму піритної FeS2(Sp) та сульфатної (Ss) сірки. Інколи у вугільних шарах зустрічається елементна сірка (Se1). Крім того, сірка входить до складу органічних компонентів вугілля. Кількість органічної сірки у вугіллі визначається розрахунковим методом.
При спалюванні вугілля виділяються сірчані сполуки, які кородують обладнання, а також шкідливо впливають на довкілля та здоров'я людини. Наприклад, сірка коксу негативно впливає на якість чавуну і надає йому крихкості, знижуючи цим якість сталі, яка стає більш крихкою при високих температурах (червоноламкою).
Загальний вміст фосфору у вугіллі незначний і становить 0,001-0,062 для донецького вугілля, але навіть у незначній кількості фосфор надає металу холодноламкості (крихкості при низьких температурах).
Тверді горючі копалини різної природи і ступеня вуглефікації значно відрізняються між собою за елементним складом. У ряді гумітів з підвищенням ступеня вуглефікації найбільш різко змінюється вміст кисню: від 29-40 % у торфах до 0,5-1,0 у антрацитах (у 30-60 разів). У 3-5 разів зменшується вміст водню (від 6,5 до 1,3 %), а вміст вуглецю збільшується майже у 2 рази (з 52-60 до 98 %). У ряді сапропелітів від торф'яної стадії до більш зрілих вміст вуглецю збільшується з 50 до 82 %, а вміст кисню зменшується 25 до 1 %. Закономірного зниження вмісту водню для сапропелітів різного ступеня вуглефікації не спостерігається — він завжди у 1,5-2 рази більший, ніж у ізометаморфних гумітів, що є характерною ознакою сапропелевого походження. Ліптобіоліти вміщують більше водню ніж гуміти і мало відрізняються за елементним складом від сапропелітів. Вміст азоту з ростом ступеня вуглефікації гумітів Донбасу знижується з 1,8 до 0,1 %.
У сапропелітах він коливається від 0,5 до 6,0 %.
Петрографічні інгредієнти також відрізняються за елементним складом. У одному і тому ж вугіллі найбільша кількість вуглецю міститься у фюзиніті (інертиніті), а у вітриніті та лейптиніті (екзиніті) його вміст практично однаковий. З підвищенням ступеня вуглефікації вміст вуглецю у вітриніті та фюзиніті стає близьким, але навіть у антрацитах вони не збігаються. Найбільша кількість водню у вугіллі з одного пласта міститься у лейптиніті, а найменша — у фюзиніті, найбільшу кількість кисню містить вітриніт, а найменшу — фюзиніт.